# Sea Tank

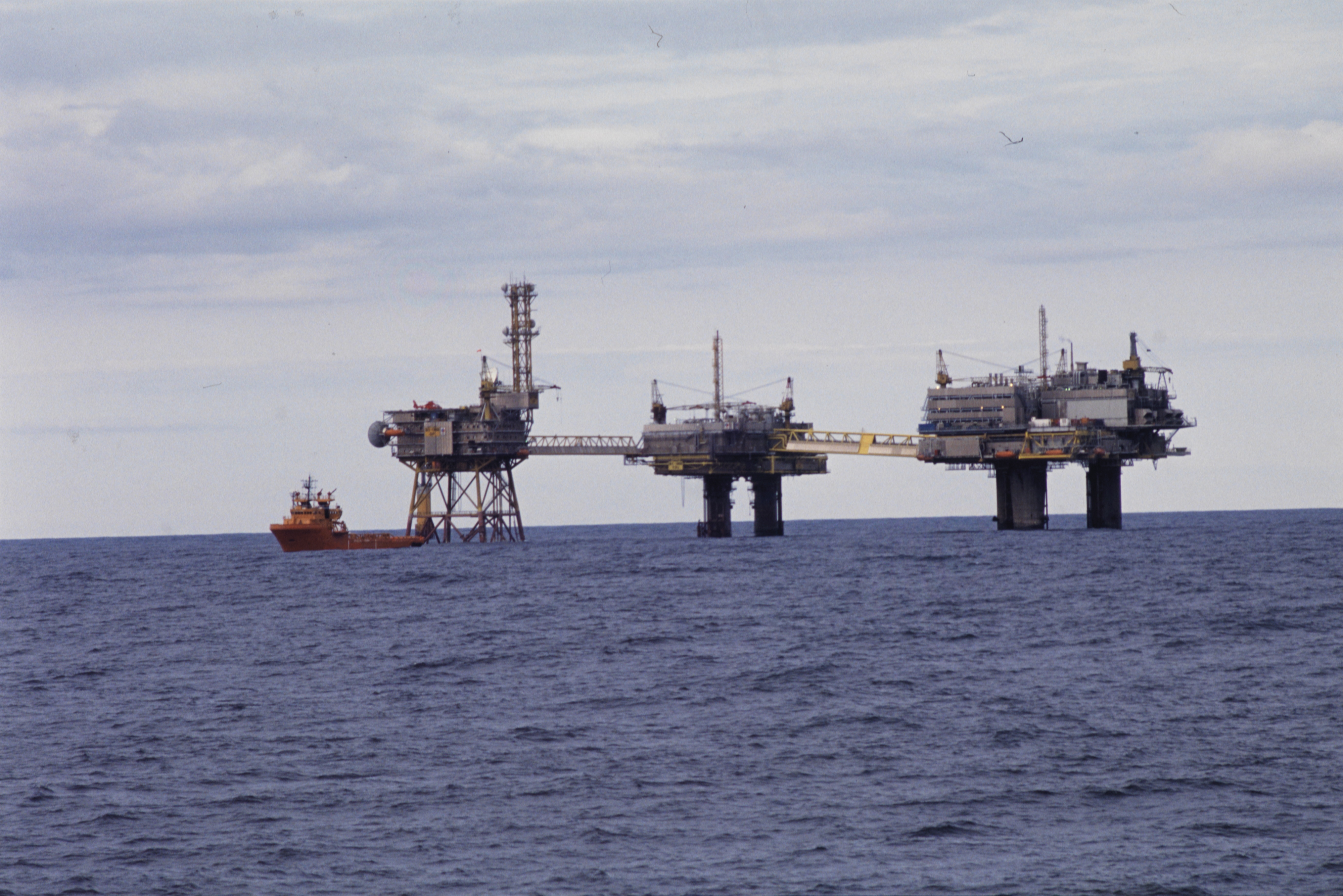
In het midden Frigg TP1, de eerste Sea Tank, met twee kolommen. Links een platformbevoorradingsschip en Frigg QP met een stalen onderstel. Rechts Frigg TCP2, een condeep met drie kolommen. Frigg QP en Frigg TP1 staan in de Britse sector, Frigg TCP2 in de Noorse

Sea Tank Company was een Franse ontwerper voor betonnen platforms. Het werd in 1967 op initiatief van Elf-Erap opgericht door vijf grote Franse aannemers, Société Générale d'Entreprises (SGE), Dumez, Société Francais de Travaux Publics Fougerolle, Entreprise Industrielle en Sainrapt et Brice. In 1981 fuseerde Sea Tank met concurrent Doris Engineering.
Er werd een ontwerp gemaakt van een betonnen gravity-based structure waarvan in 1970 een prototype werd gebouwd dat werd getest in de Golf van Biskaje. Daar zonk het, maar de oorzaak was niet ernstig en er werden met de proeven waardevolle lessen geleerd.
In de Verenigde Staten had Dravo Ocean Structures een licentie, in Noorwegen Ingeniør Thor Furuholmen en in het Verenigd Koninkrijk McAlpine. Alleen die laatste bouwde daadwerkelijk de platforms, waartoe McAlpine en Sea Tank een joint-venture vormden. Bij Ardyne Point in Schotland werden drie betonnen platforms gebouwd, elk met een vierkante tank opgebouwd uit een reeks betonnen cilinders met daarop twee of vier betonnen kolommen en een stalen dek. De tank diende als olieopslag zolang er nog geen pijpleiding naar de wal was gelegd.
|   | Aanvankelijke operator | Veld/ platform | Kolommen   | Diepte (m) | Locatie       | Bouwjaar |
| - | ---------------------- | -------------- | ---------- | ---------- | ------------- | -------- |
| 1 | Elf                    | Frigg TP1      | 2 kolommen | 104        | Noordzee (GB) | 1976     |
| 2 | Shell                  | Cormorant A    | 4 kolommen | 149        | Noordzee (GB) | 1978     |
| 3 | Shell                  | Brent C        | 4 kolommen | 141        | Noordzee (GB) | 1978     |